# Fissidens filiformis
Fissidens filiformis är en bladmossart som beskrevs av Iwatsuki 1987. Fissidens filiformis ingår i släktet fickmossor, och familjen Fissidentaceae. Inga underarter finns listade i Catalogue of Life.